# 日本刀研磨
日本刀の研磨（にほんとうのけんま）は、独自の技術体系を有する日本刀の研磨について解説する。

## 概要

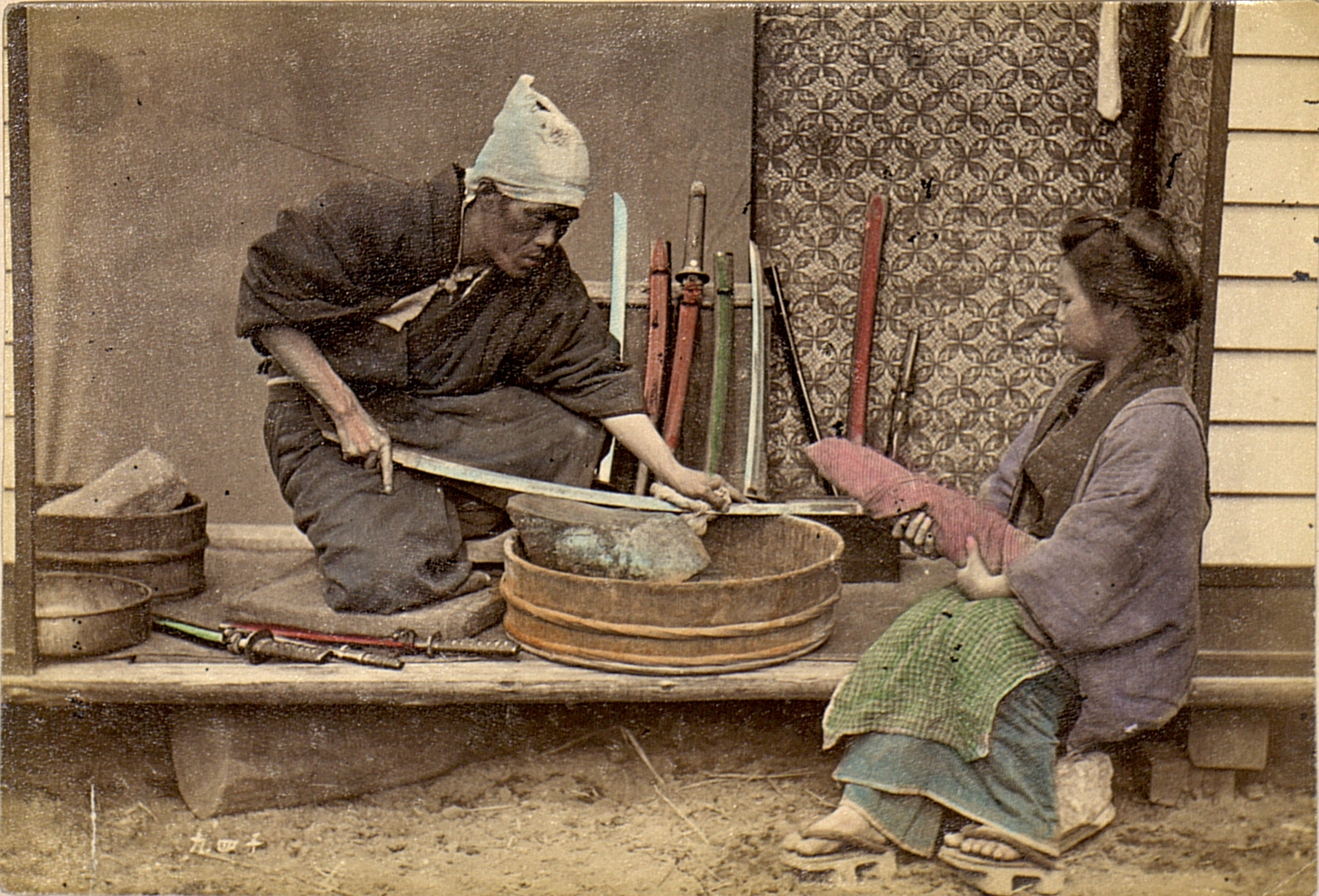
江戸時代の刀剣研ぎでは、このように盥（たらい）の中に大きな砥石を入れて行っていた。

他の刃物研磨と相異する部分が多く、他の刃物の砥師が兼業していることは少なく、また日本刀の砥師が他の刃物を砥ぐこともほとんどなく、独立した分野と言える。また、他の刃物研磨が「切れ味が悪くなった物を砥ぎ直す」ということを一番の目的にしているのに対し、日本刀の研磨は、刃を付け斬れるようにすることを前提としつつも、さらにそこから作業を進め、刀身の地鉄、刃文の見所を良く見えるように、また、それを引き出すために砥ぐ、ということを主要な目的としている点が、一番の相違点と言える。
刀が実用に供されていた時代においては、切れ味だけを求めた砥ぎも存在し、今でも一部の据え物切り愛好者は切れ味を求めることもある。切れ味を求めるだけならば、粗い砥石だけ掛ければ十分であるし、また刃に適度なざらつきがあったほうが滑りが少なくなり結果的に切れ味が上がるともいわれており、「寝刃（を合わせる）」という荒砥や砂で刃に粗目をつける作業も存在する。
しかし、粗い砥石を掛けた状態では、鈍刀でも名刀でも差が解り辛い。名刀を名刀として鑑賞するため、荒い砥石から順次細かい砥石を使用し、また下地研ぎの最終工程から仕上げ研ぎに掛けて、内曇砥、鳴滝砥という天然砥石を使用し、刀剣の持つ美的、芸術的要素を引き出すことを最終の目的とするところに日本刀研磨の本質がある。
日本では活発な造山運動により人力で採掘可能な深さに良質な砥石となる堆積物を含む地層があるため、硬度の高い刃物を製作することが可能になり、日本刀と研磨技術の発展を支えた。

## 研磨の歴史
日本刀の研磨は上古刀期の直刀期からすでに始まっているが、世界の他の国の刀剣と違い、刀身そのものを鑑賞し、価値を見出した時より、高度な研磨が求められるようになったと思われ、また逆に刀身が持つ地鉄、刃文の美的要素を引き出す研磨法が考案され研究されるに従い、刀身そのものを鑑賞する習慣が生まれたと思われる。
南北朝期、足利尊氏に仕えたと伝えられる本阿彌妙本を祖とする本阿彌家が主に時の権力者の刀剣研磨、鑑定を司り、九代本阿彌光徳の時代に差し込み砥ぎ研磨法、刀剣鑑定法を確立した。本阿彌家は多くの分家を生み、その中には本阿彌光悦もいる。
本阿彌本家は、刀剣鑑定に折り紙（優れた物を「折り紙付き」というのは、これを語源とする）を発行する権利を徳川幕府より保証され、絶大な権限を持ち、他の刀剣研磨を生業とする者を町砥ぎと称するのに対し、家砥ぎと称する秘伝の研磨法を維持相伝した。
幕末に至り、武士の身分が消滅するに及んで、刀匠、刀剣研磨業も衰退したが、武用より美術鑑賞面を強調することにより命脈を保ち、美的面を強調し、地鉄をより黒く、刃をより白く見せる研磨法が本阿彌平十郎により考案され、その養子、本阿彌淋雅によってさらに発展され、その門人、平井千葉によって技法が確立されるに及んだ。淋雅のもう一人の門人、本阿彌光遜によって、一般に刀剣鑑賞の裾野を広げる努力が行われ、秘伝とされた鑑定法、研磨法も公開されることになった。
戦後、平井千葉の実子で本阿彌淋雅の養子になった本阿彌日洲、本阿彌光遜の門人、小野光敬、永山光幹、また昭和初期に鑑定家、刀剣商として知られた藤代義雄の弟、藤代松雄の4人が、重要無形文化財保持者（人間国宝）に認定された。

## 研磨の工程
刀剣研磨には、江戸時代より行われている、差し込み砥ぎと、拭いに鉄肌拭いを用い刃文を白く強調する明治期に確立された研磨法があるが、ここでは、現在、主に行われている後者の研磨法を紹介する。
刀剣研磨には、大きく分けて下地砥ぎと仕上げ砥ぎがある。刀身を順次粗い砥石から細かい砥石に交換しつつ砥ぎ、最終的には砥石の目が肉眼で確認することができないぐらい細かくし、刀剣の地鉄、刃文の見所を引き出すよう心掛けるのを主目的とする。研磨に用いる水には研ぎに使う天然砥の中には研ぎ水を酸性にするものがあり、鋼で出来ている刀身に錆を発生させるため、それを中和する目的で少量の精製ソーダ（炭酸ナトリウム、洗濯ソーダ）を加える。
古くは藁灰を水に入れその上澄み液を用いた。これを灰汁水という。

### 下地砥ぎ
砥ぎ台に独特前屈みの構えで座り、主に刀身の整形を行う、刀身は、棟、鎬地、平地、切先に分かれるが、棟、鎬地は真平に砥ぐようにし、平地は刀の時代相応に丸みを帯びるように砥ぐことを心掛ける。切先は平地と横手と称する部分で別れるが、明瞭に角を立て正確に砥ぐのは難しく、一番高度な技術を要する部分と言える。刀剣研磨には、以前は全て天然砥石が用いられたが、現在は天然砥石の採掘が減り質も低下しているため、人造砥石も用いられている。しかし、下地砥ぎの最終工程や仕上げ砥ぎに用いる内曇砥石や、仕上げ砥ぎに用いる鳴滝砥石に代わる性質の人造砥石はなく、現在も天然砥石が用いられている。内曇砥、鳴滝砥の採掘量の減少は現在において深刻な問題となっている。
刀剣研磨に用いる砥石は、各々研ぎ師の好みがあるが、概ね平らな砥石を前後に丸みを帯びさせ緩い度の半円形にし、刀身を自在に砥石の面に当てられるよう工夫されている。
金剛砥
酷い錆身や打ち下ろしの刀身を最初砥ぐ時用いる粗い目の砥石。120番、180番、220番の粒度の物が用いられる。以前、天然砥石としては、伊予砥、大村砥、笹口砥が使われていた。
備水砥
姿の狂いのある刀身に用いられる砥石で、下地砥ぎの主な最初の工程。明治より以前は、福井県産の常見寺砥という上質の砥石を用いたが、産出されなくなり、その後、愛媛県産の伊予砥が用いられた。戦後は伊予砥の質も低下したため、長崎県産の天草砥、備水砥が用いられるようになった。現在は400番程度の人造砥を使用している場合も多い。
刀身に対して横向きに砥石目が付くように研ぐことを「キリに研ぐ」という。備水砥はこの研ぎ方が基本である。刀身の地刃の部分の僅かの丸みを帯びている形状を肉置きと称している。これは刀剣の造られた時代に寄って変化するもので、備水砥で時代相応に肉置きを整えることも重要である。
改正名倉砥
備水砥の砥石目を取るために用いる。常見寺砥を使用していた時は常見寺との砥石目が、次の工程、名倉砥で除去できたため用いられなかった。改正砥は効きがよいため、研ぎ減らしに注意が求められる。山形県で産したが既に枯渇。現在は、800番程度の人造砥が使用されている場合が多い。
刀身に対して斜めに砥石目が付くように研ぐことを「筋違い（すじかい」に研ぐという。改正名倉砥の基本の研ぎ方である。
中名倉砥
愛知県新城市鳳来地区に産する。中名倉、細名倉と同じ岩盤から産出されるが、幾重にも重なった層により石の粒子の密度が異なる。現在採掘は行われていないようである。改正名倉砥石の目を抜き刀身の姿を決める。現在は、1000番から1500番程度の人造砥が使用されることも多い。
刀身に対して真っ直ぐな砥石目が付くように研ぐことを「タツに（を）突く」という。砥石目はあたかも整然と細縄を縦に並べたような状態となるのが理想である。整然と砥石目が並ぶということは研ぎムラが生じていない証拠でもある。ハバキ、白鞘制作する場合は中名倉の段階でそれぞれの職人へまわす。
細名倉砥
名倉砥の中で最も砥質が細かく硬い。昔から、産出量が少ない砥石だが、近年、全く産出されなくなり在庫もほぼ枯渇しつつある。砥石目は中名倉砥と同じで、タツに突き砥石目が素麺を整然と縦に並べたような状態になるのが理想である。人造砥の2000番程度の物が代用で使用されることも多いが、天然砥を使用した方が肌が潰れず、また内曇刃砥の効きが良い。天然の細名倉で研ぐと、内曇砥と同様地刃が見える。
内曇砥（刃砥）
京都近辺に産する砥石で、肌が細かく柔らかく地刃を白くする作用がある。内曇砥を用いた研ぎを「研ぐ」とは呼ばず「内曇を引く」という。力を込めて長く引き、地刃の細名倉の砥石目を取る。時には刀身が熱く感じるほどである。刃中を白くし、働きを引き出す。内曇刃砥の場合においても、刀の刃との相性が重要で、合わない場合は全く効果が現れないので、硬度の違う内曇砥を数種類用意する必要がある。
内曇砥（地砥）
刃砥より硬い砥質の物で地部を主に砥ぎ鍛錬肌、地沸、地景等の見所を引き出すようにする。内曇砥は、砥石の質を一つ一つ異にするので、色々な硬度、質の物を多数用意する必要があり刀に合った砥質の物を用いないと効果が上がらないばかりか刀の見所を引き出すことができない。

### 仕上げ砥ぎ
ここからは、床几に腰掛け、仕上げ砥ぎに用いる道具を入れたり、上部に刀身を置ける砥ぎ箱を用意して主に親指で砥石を扱い作業を行う。
下刃艶
内曇砥を水に漬け込み柔らかくなったところを層に沿って薄く割り、大村砥、青砥でさらに薄く摺り上げ、それを吉野紙と漆で裏打ちした物を「刃艶」と称している。裏打ちの目的は薄くなった刃艶がバラバラに砕けないようにするための工夫である。刃艶用の内曇砥は、専用に刃艶砥と呼ばれる特に柔らかくきめ細かな内曇砥を用いる。使用する際は、目的に応じ更に薄くして用いる。この工程では下地研ぎの砥石目を抜く。後に行う刃取りで、刃が容易に白くならない硬い焼きの刃の場合、下刃艶段階で入念に刃を白くしておくことがある。
地艶
京都に産する鳴滝砥を用いる。砕き地艶による方法と貼り地艶を用いる2種の方法がある。砕き地艶では、鳴滝砥の欠片を鳴滝砥で磨きこみ、1ミリ以下に薄くして、爪先で1.5ミリぐらいの角型にした物を10数個刀身に乗せ、親指で砥石が逃げないように上手く扱いながら主に地鉄の見所を引き出すようにする。柔らかい物から始め硬い物へ砥石を変えながら作業をする。砥石の薄さ、大きさ、水に入れるソーダの濃さ等で刀身に対する作用が違ってくるため、経験と熟練を要する作業と言える。長時間地艶を使うと、鳴滝砥は硬質のため、内曇地砥で起こした肌が潰れてしまうので短時間で仕上げる必要がある。また、砥質が刀と合わないと地の見所を引き出せなかったり、細かい傷を付けてしまい細名倉まで戻さなくてはならなくなる。貼り地艶は刃艶と同じ方法で作成し、砕き地艶と同様、砥質を変えながら用いる。
拭い
刀剣を鍛錬する折、刃に用いる鋼を鍛錬した際に飛び散る鋼の粒を乳鉢で微細に摺る。これを鉄肌（かなはだ）と呼ぶ。鉄肌を油で溶き、吉野紙で漉しながら粗い粒が入らないように注意して刀身に乗せ青梅綿で磨いていく。これによって、砥石目は見えなくなり、鍛え肌が立ち地が青黒くなる。青梅綿で刀身を拭うような作業のため、材料そのものを「拭い」と呼んだり、作業を「拭い差し」と呼ぶ。「拭い」は鉄肌以外に、朱、孔雀石の粉末、金粉、酸化クロム等その他各人工夫の材料を混合して作成する。この混合配分、材料は刀の地鉄の質に応じて用いる必要がある。なお、砥石目を抜くために拭いで刀身を磨き過ぎると肌がふさり、鏡状の光沢となってしまうので、注意が必要である。
刃取り
刃取りは、拭いを行うと刃文も黒くなってしまうために、刃文を白く浮き立たせ地刃を白黒の対照で引き立たせるために行う。刃艶を刃幅を見ながら適当なサイズに切り、親指で押えて作業する。この際、本阿彌流では棟側から刃を拾う。一方、藤代流は刃側から刃を拾う。刃取りの構成次第でゆったりと美しくもなり、こせついたものにもなるため研ぎ師のセンスが問われる。特に相州伝のように湯走りがかり、飛び焼きもある沸出来の刃の場合、刃文そのものを創作することとなる。一方備前伝においては乱れた丁子刃を一つ一つ拾うのではなく二つ三つまとめて拾い、こせついた雰囲気を出さないように心がけることが肝要である。
また、刃取りでどこまで刃を白くするかは研ぎ師のセンス、時代の要求があり、現在ではうっすら刃取りの下の刃が見える程度の白さが上品といわれている。刀を見慣れない人はこの刃取りを刃文の形と誤解しがちだが、刀身を太陽や白熱灯に透かして見て、刃取りの白さの中に見える匂い口が、刀の本来の焼き刃である。
磨き
刀身の鎬地、棟を鋼鉄等（主に超硬合金）の磨き棒を使って、磨き潰し、鏡面的な光沢を持たせ、鎬の線を際立たせ、刃の白さ、地の青黒さ、鎬地の漆黒の鏡面を持って、刀身を三段階の階調にする作業である。磨きをする際には、イボタ蝋（カイガラムシの一種から得られる蝋）を絹で包んだ物を、打ち粉の要領で打ち付け、微粉末が刀身に付くようにして、滑りやすくして行なう。
ナルメ
ナルメは切先の部分を刃艶で白くする作業である。最初に横手部分に内曇砥で筋を引き地部と切先を明確に分けてから、ナルメ台という物を下地砥ぎと同じ構えで固定して作業をする。一枚の曇りガラスのように、粗い目が全く見えないように白くなっているのが良いとされている。
流し
流しとは、研ぎ師のサインである。帽子の裏棟、ハバキ元に入れる。まず、流しを入れる部分を内曇砥で白くする。帽子の場合、切先にむけて棟地に左右に3本ずつ、磨き棒の先端を用いて一息に入れる。ハバキ元の場合、ハバキ鎬地に7、9、11、13といった奇数の本数を磨き棒で入れる。失敗すると細名倉まで戻さなくては磨き棒の跡が取れないため、研磨最後の緊張の瞬間である。研ぎ師によってそれぞれ手癖があり、流しの様子を見て誰が研いだか分かることもある。
細かい作業などもあるが、流しを入れて刀剣研磨の工程は終了する。作業には、備水砥から始めて、10日から2週間程度掛かる。錆が酷かったり、打ち下ろしの刀の場合は、更に掛かる場合もあり得る。
研磨は、工程が進むにつれ、微細な傷でも取れなくなり、工程を前の工程へ返したり無駄が多くなるので、作業場を清潔に保つのは基本的な心構えである。特に、備水等、荒い砥石で研ぐ場合、必要以上に研ぎ落とすと元に戻らないため、十分気を付けなくてはならない。
近年は、鑑定書取得等を目的とした刀剣研磨が頻繁に行われており、研磨の頻度は実用された戦国期を除いて歴史上で最も高いと言えるが、文化財である美術刀剣を保存する意味において、朽ち込み錆を落とすといった刀剣保護の目的以外で研ぎに出すのは刀身を無意味に減らすことにもなる。

## 関係者
本阿弥家流研磨師
- 本阿彌日洲 - 1975年重要無形文化財保持者に認定[1]
- 本阿弥光洲
- 本阿弥光悦
- 本阿弥光遜
- 永山光幹　本阿彌光遜弟子
- 小野光敬 - 1975年重要無形文化財保持者に認定[1]

本阿彌流研磨師　本阿彌光遜弟子
- 藤代松雄 - 96年に重要無形文化財保持者(人間国宝)となる[2]。

そのほかに、木屋と竹屋の砥師の流派がある。